# Rubijne
Rubijne (en ucraïnès Рубіжне, en rus Рубежное, Rubéjnoie) és una ciutat de l'óblast de Luhansk d'Ucraïna, actualment sota control per la República Popular de Luhansk de la Rússia. El 2021 tenia 56.066 habitants.